# گذار انرژی
گذار انرژی فرایند همیشگی جایگزینی سوخت‌های فسیلی با منابع انرژی کم‌کربن است. به‌طور کلی‌تر، گذار انرژی یک تغییر ساختاری قابل توجه در یک سیستم انرژی دربارهٔ عرضه و مصرف است.
انقلاب صنعتی با گذار انرژی از چوب و دیگر زیست‌تودهها به زغال سنگ و به دنبال آن نفت و به تازگی گاز طبیعی هدایت شد. از نظر تاریخی، بین افزایش تقاضا برای انرژی و در دسترس بودن منابع مختلف انرژی همبستگی وجود دارد.

زغال‌سنگ، نفت و گاز طبیعی همچنان منابع اولیه انرژی جهانی باقی می‌مانند، حتی با وجود افزایش سریع انرژی‌های تجدیدپذیر.

نمونه‌ای از گذار تاریخی انرژی در درازمدت: سهم انرژی اولیه بر اساس منبع در پرتغال